# Соколовский, Иван Феликсович
Ива́н Фе́ликсович Соколо́вский (10 февраля 1962 — 15 мая 2005) — советский и российский музыкант-электронщик, композитор, философ. Известен, в частности, как участник групп Ночной Проспект, Центр и Yat-Kha. Один из пионеров электронной музыки в России.

## Биография
Окончил философский факультет МГУ. Автор работ о пост-модернизме, пост-историзме, русской религиозной философии конца XIX — начала XX веков.
Музыкальная карьера Соколовского началась, когда он, единственный студент на курсе «Религиозная философия народов СССР», заинтересовался экспериментами со звуком и электроникой.
В начале 1980-х он с Алексеем Борисовым основал проект Ночной Проспект. Соколовский был участником группы до 1989, затем, уже в 2000 году возродил с Борисовым проект в первоначальной форме.
1986—1989 записывал магнитоальбомы с участием музыкантов из музыкального андерграунда Москвы. С 1989 года состоял в ассоциации экспериментальной музыки «ЛАВА».
В 1989 году Соколовский участвовал в группе «Центр». Примерно в то же время создал с тувинским музыкантом Альбертом Кувезиным этно-электронный дуэт «Ятха», в музыке которого совмещались индустриальная электроника Соколовского и тувинские народные песни, исполненные горловым пением Кувезина. Сотрудничество Соколовского и Кувезина длилось до середины 1990-х. Впоследствии, группа «Ятха» трансформировалась из электронно-индустриальной в комбинацию рока и тувинской народной музыки, и в таком виде сделала международную карьеру в разряде world music. Интересовался различными музыкальными направлениями, от фольклора и академического авангарда до нового джаза, техно, транса и эмбиента.
В 1993 Соколовский основал лейбл Random Music.
Среди прочих проектов и музыкантов, с которыми сотрудничал Соколовский:
- сольные экспериментальные проекты
- эйсид-джаз-проект Мягкие звери
- 4 альбома с Аркадием Семеновым (проект Солдат Семёнов)
- Zoo-Jazz Project
- проекты в сотрудничестве с Сергеем Летовым
- Проект Virtual Flowers с джазовыми музыкантами Владимиром Голоуховым, Анатолием Герасимовым, Сергеем Летовым
- песенный проект Сайнхо Намчылак «WHO STOLE THE SKY»
- группа ДК
- журнал Сергея Жарикова «Сморчок» (тексты)
- Наталья Медведева (1990-е)
- группа Н.О.М. (гастроли в Европе)
- запись музыки к компакт-дискам «Митьков»

В 2004—2005 годах читал лекции о современной музыке в «Институте журналистики и литературного творчества (ИЖЛТ)» в классе Сергея Летова. Публиковался на сайте «Специального Радио».

## Смерть
Последний концерт Ивана Соколовского состоялся в московском клубе «Проект ОГИ» 2 мая 2005 года — он выступал в трио вместе с Сайнхо Намчылак и Сергеем Летовым. Скончался от инсульта в реанимации в ночь с 14 на 15 мая. Памяти Ивана Соколовского посвящён проект Сергея Летова — «Минус Иван».

## Сольные альбомы
- 1986 — Работы разных лет
- 1987 — Социализм и любовь
- 1988 — Моментальное торжество Чёрной живописи
- 1989 — Жизнь по-турецки
- 1990/1994 — Река, озеро, море
- 1991 — Pressure: Music For Rich (BSA Records BSA/Stalker-2)
- 1996 — Khan’s Aftrenoon Rest (Five Tracks For Meditation) (EXOTICA)
- 2001 — Regredimur

## Прочие альбомы
Дискография с проектом Ночной Проспект: см. «Ночной проспект» (до 1989 года и с 2000 по 2004 год)
- 1989 Центр «От звонка до звонка»
- 1993 Yat-Kha «Yat-Kha» (General Records GR 90-202)
- 1993/1996 Yat-Kha «Tundra’s Ghosts»
- 1995 Мягкие звери/Soft Animals «Conquest Of The Arctic»
- 1996 Солдат Семёнов «План Спасения Константинополя»
- 1997 Солдат Семёнов «Ни Шагу Назад!»
- 1997 «Митьковские танцы» (CD Media Records, запись 1997)
- 1998 Солдат Семёнов «Силовые Поля Тишины»
- 2000 Солдат Семёнов «Параллельные Действия»
- 2002 SL-project (Иван Соколовский + Сергей Летов, Записано в клубе «Муха» 23 августа 2002 года, Pentagramma 031 CD)
- 2002 SL-project-II (Иван Соколовский, Сергей Летов, Михаил Плотников. Концерт в Ротонде, Москва. 7 ноября 2002 года, Pentagramma 036 CD)
- 2003 Zoo-Jazz Project «Hivernale Pudeur» (Sergey Letov, Pascal Rousseau, Ivan Sokolovsky. Exotica EXO 03137)
- 2003 Супрематический проект. Алексей Борисов, Сергей Летов, Иван Соколовский в культурном центре ДОМ, Москва. День рожденья Казимира Малевича, Февраль 2003 (Пентаграмма 039 CD)
- 2003/2005 THE NEW BLOCKADERS/GOSPLAN TRIO. Sound Sketch for Raging Flames http://www.klanggalerie.com (gg92 CD, концерт в культурном центре ДОМ, Москва, то же выступление, что и на диске «Пентаграмма 039 CD»)
- 2004 Virtual Flowers «Dark Coctail» (Random Music. www.golovibes.sovintel.ru RNDCD 006)
- 2005 Иван Соколовский и Сергей Летов / Sokolovsky — Letov «Simulated Prison» (Random Music, 2005 RNDCD 007)